# Grawa
Vodopád Grawa je vodopád na říčce Sulzau (Sulzaubach) pravém přítoku řeky Ruetz v Tyrolsku na orografické pravé straně údolí naproti  Grawa Alm (1530 m n. m.). Je přírodní památku ve chráněné krajinné oblasti Serles-Habicht-Zuckerhütl.

## Popis
Vodopád je dobře viditelný ze státní silnice v údolí Stubai, která končí 2,7 km níže u údolní stanice lanovky Stubai Glacier a je možné dostat se k ní po krátké pěšině. Vodopád Grawa se svou šířkou asi 85 m je nejširším v celých Východních Alpách. Voda stéká po skalním podloží, kde se tříští o sérií schodišťových kaskád a vytváří tak magickou podívanou na úžasnou zpěněnou vodu padající z výšky asi 180 m do křišťálového bazénu.
Vodopád Grawa byl v roce 1979 prohlášen za přírodní památku v souladu s tyrolským zákonem o ochraně přírody a nachází se v chráněné krajinné oblasti Serles-Habicht-Zuckerhütl. Sulzaubach je napájen nejmocnějšími ledovci v povodí Ruetz, jde o ledovce Sulzenauferner, Fernerstube a Grünauferner. Množství protékající vody je ovlivněno táním ledovců a silnými dešti, zvláště na začátku léta je největší, kdežto na podzim je průtok nejnižší. Průtok vody (množství vody) ovlivňuje výrazně vzhled vodopádu. Na podzim je tvořen úzkým pruhem v pravé části, kdežto u přívalových vod na začátku léta je roztažen do široké oblasti.

## Fauna a flora
Ledovcové toky jsou velmi nehostinné ekosystémy, vždy studené, s vysokou rychlostí proudění a s každoročními a denními výkyvy v průtoku. Proto mají vysoce specializovanou faunu a doprovodnou flóru s poměrně nízkou biomasou. V oblasti samotného vodopádu se vzhledem k extrémním podmínkám téměř nevyskytuje vodní hmyz ani jiní vodní živočichové. Okolní les tvoří smíšený porost smrku a borovice limba s jednotlivými skupinami olší a bříz a podrostem mechů a bobulovitých keřů typických pro tuto nadmořskou výšku a severozápadní expozici. Díky jemné vodní mlze z kaskád se zde daří mokřadní flóře typické pro tuto lokalitu, jejíž stromy pokryté lišejníky připomínají deštný prales.

## Turismus
V údolí Unterberg začíná u nízkého stupňovitého vodopádu Ruetz (katarakt Ruetz) turistická trasa Wild Wasser Weg podél říčky Ruetz až k vodopádu Grawa v blízkosti chaty Grawa Alm a dále až k ledovci Stubai. Na západním (levém) okraji vodopádu byl v letech 2007-2008 vybudován výstup se dvěma vyhlídkovými plošinami jako součást Stubai Wild Wasser Weg. Turistická trasa k vodopádu Grawa měří 3,5 km a je dostupný všem věkovým kategoriím i pro uživatele invalidních vozíků a dětské kočárky.

## Galerie
- Vodní tok Sulzau

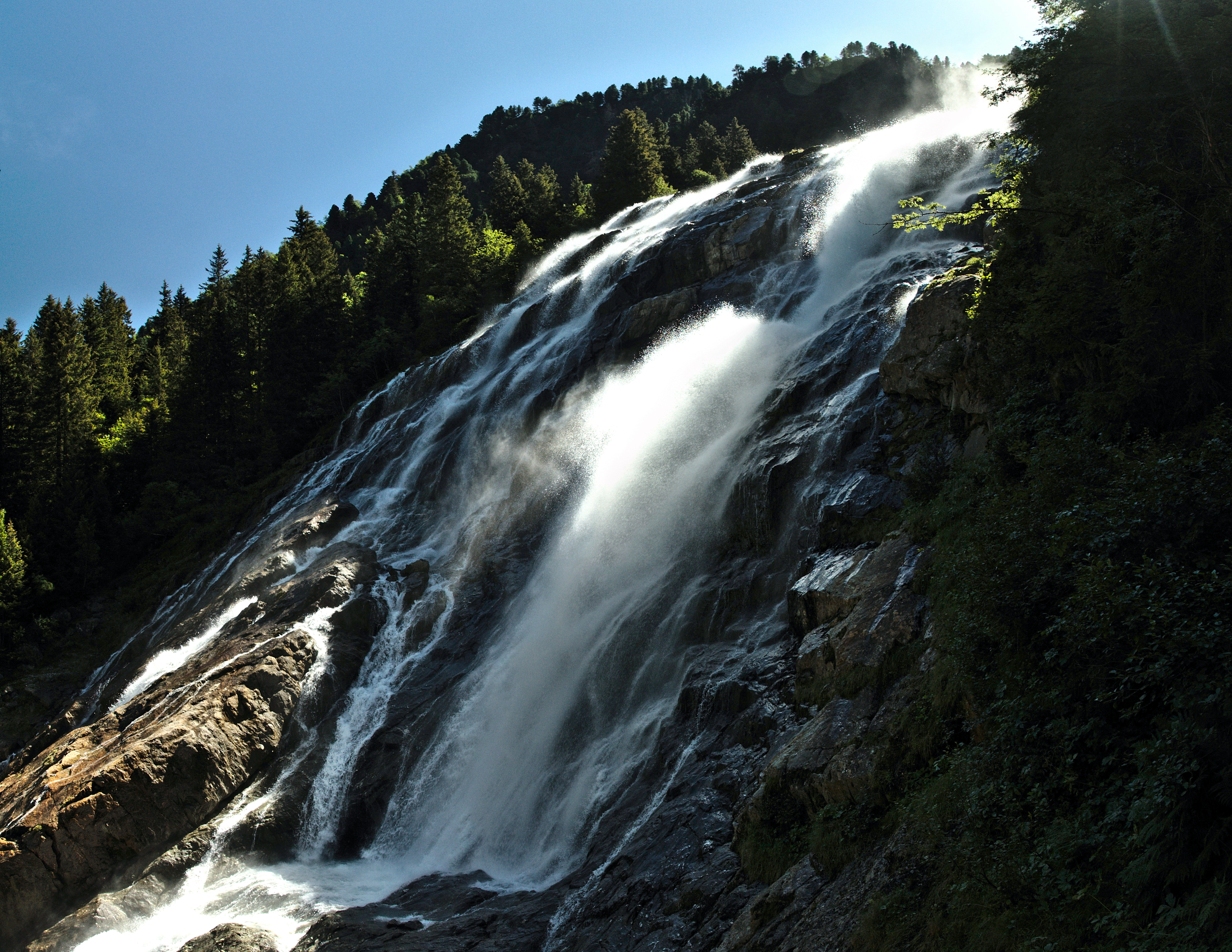
Peřeje
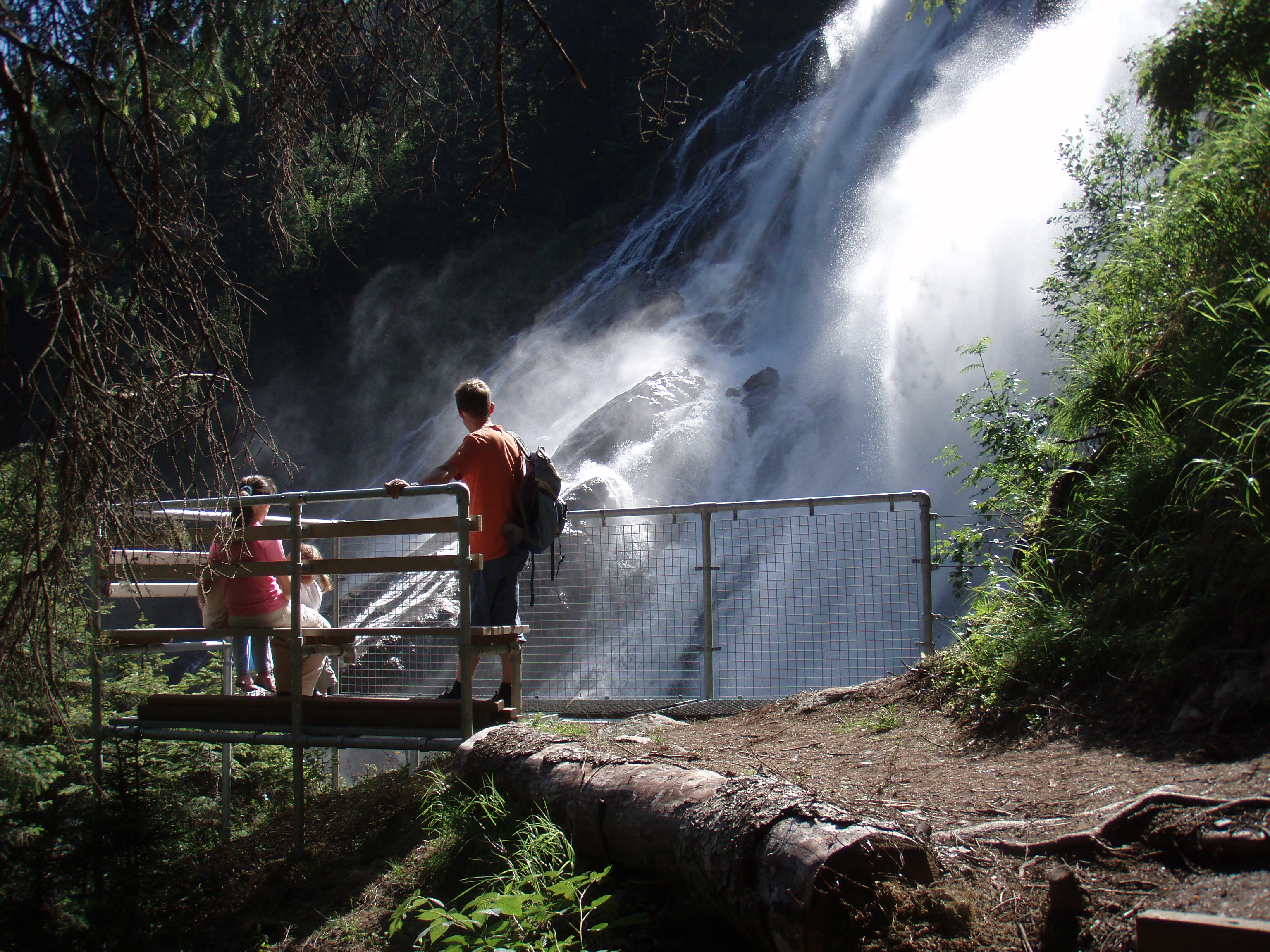
Vyhlídková plošina
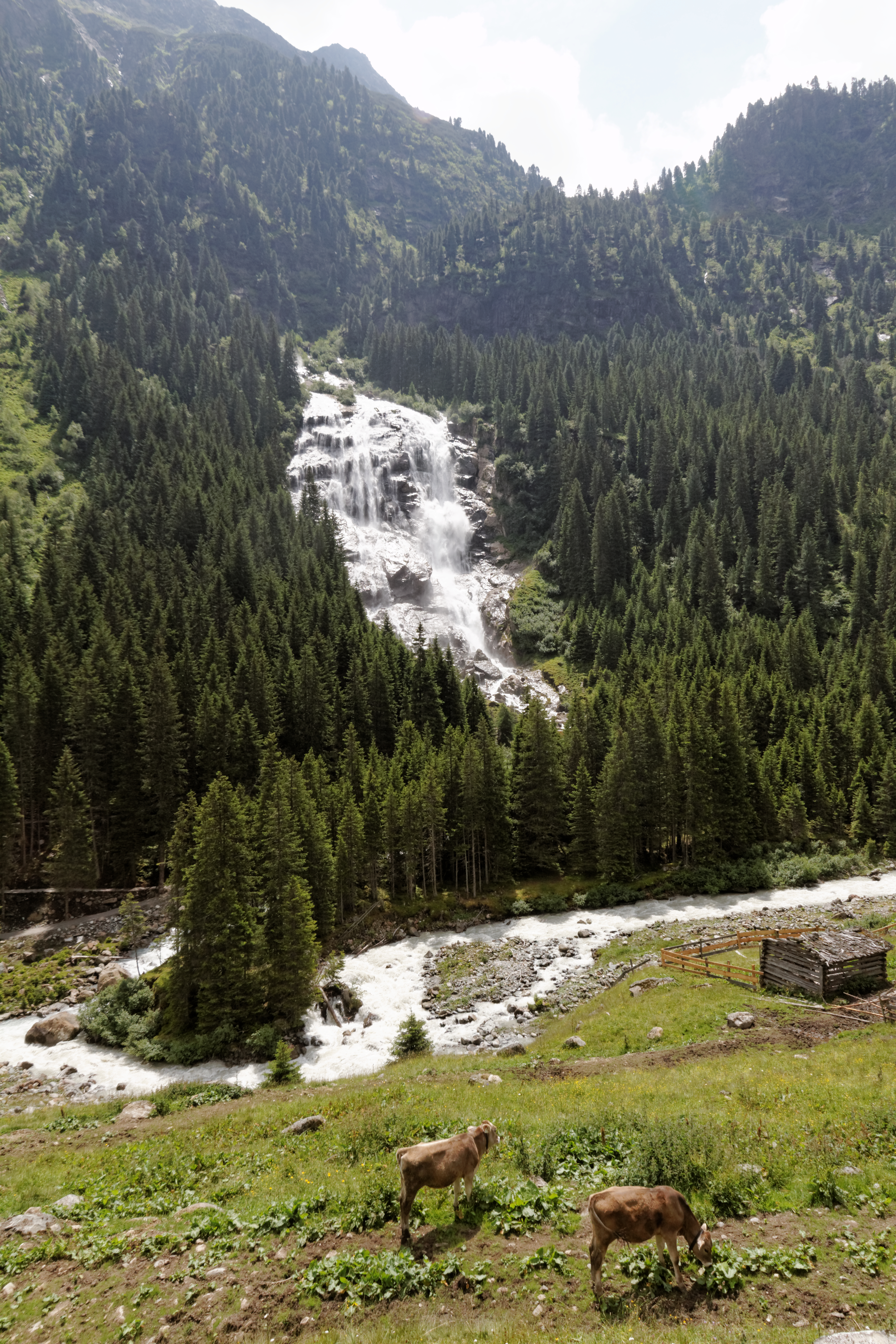
Vodopád Grawa
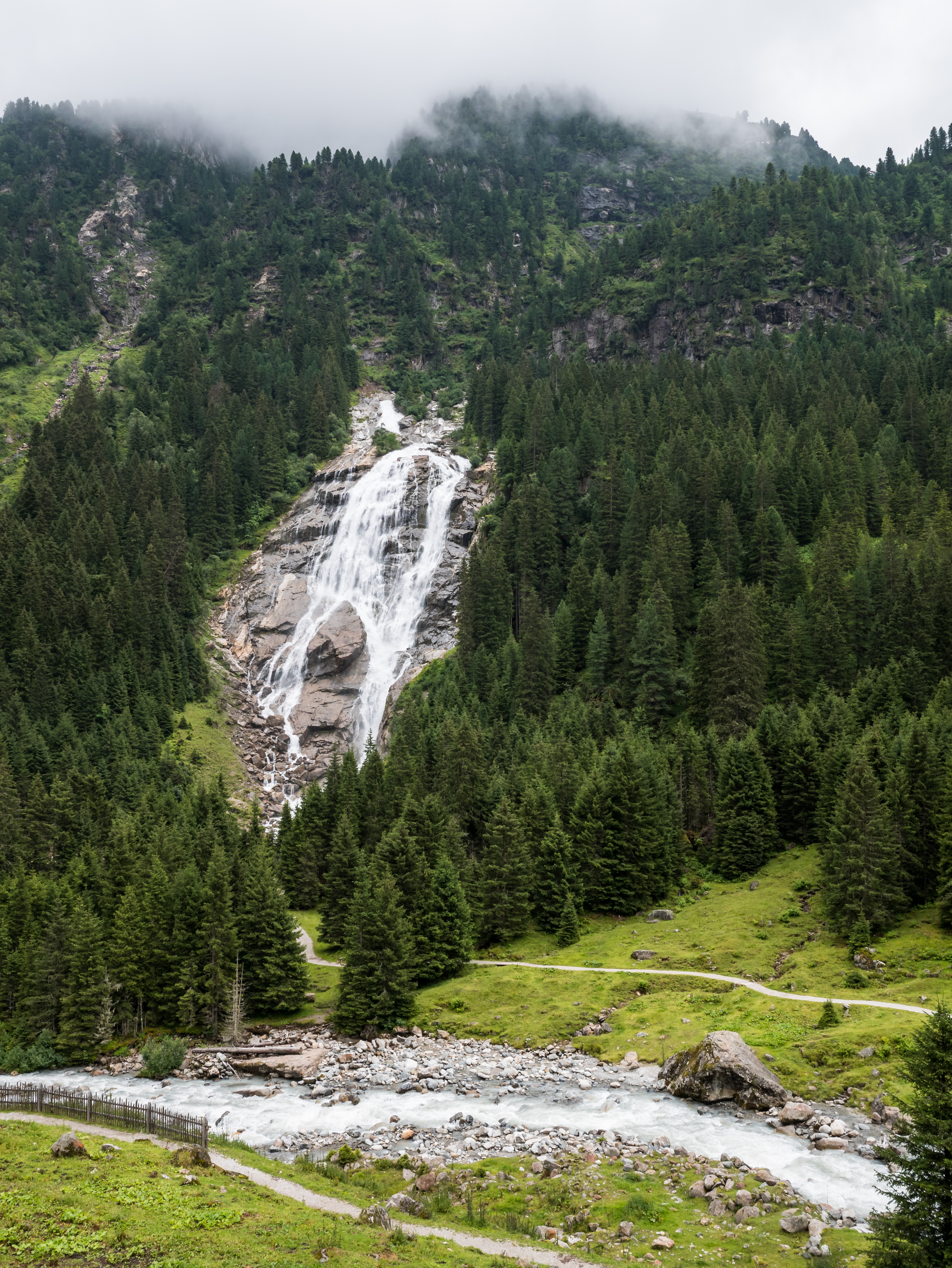
Vodopád Grawa